# Saison 7 de C'est Moi le Chef !
 (mars 2021).
Si vous disposez d'ouvrages ou d'articles de référence ou si vous connaissez des sites web de qualité traitant du thème abordé ici, merci de compléter l'article en donnant les références utiles à sa vérifiabilité et en les liant à la section « Notes et références ».
Chronologie
Saison 6 Saison 8
Cet article présente le guide des épisodes de la septième saison de la série télévisée américaine Last Man Standing.

## Généralités
- Elle a été diffusée du 28 septembre 2018 au 10 mai 2019 sur le réseau FOX.
- Au Canada, cette saison est diffusée une heure plus tard sur la chaîne indépendante CHCH Hamilton.
- Pour cette saison, Jordan Masterson, Jet Jurgensmeyer et Molly McCook sont ajoutés à la distribution. Les deux derniers incarnent désormais Boyd et Mandy tandis que le premier qui jouait Ryan devient un acteur régulier.
- Kaitlyn Dever n'apparaît qu'en guest dans sept épisodes et son rôle est repris par Krista Marie Yu qui incarne Jen dans douze épisodes.

### Synopsis
Mike Baxter est un heureux père de famille et un directeur marketing dans un magasin de sport à Denver, dans le Colorado. C'est également un homme vivant dans un monde dominé par les femmes en particulier dans sa maison avec sa femme et ses trois filles, dont l'une est une mère célibataire.

## Distribution de la saison

### Acteurs principaux
- Tim Allen (VF : Michel Papineschi) : Mike Baxter
- Nancy Travis (VF : Martine Irzenski) : Vanessa Baxter
- Molly McCook (en) (VF : Anouck Hautbois) : Amanda Elaine « Mandy » Baxter
- Kaitlyn Dever (VF : Leslie Lipkins) : Eve Baxter (7 épisodes uniquement)
- Amanda Fuller (VF : Audrey Sablé) : Kristin Beth Baxter
- Jordan Masterson (en) (VF : Philippe Ariotti) : Ryan Vogelson, père de Boyd
- Christoph Sanders (VF : Hervé Grull) : Kyle Anderson
- Jet Jurgensmeyer (en) (VF : Sophie Froissard) : Boyd Baxter
- Jonathan Adams (VF : Thierry Desroses) : Chuck Larabee, voisin de Mike et Vanessa
- Hector Elizondo (VF : François Jaubert) : Edward « Ed » Alzate
- Krista Marie Yu : Jen (12 épisodes)

### Acteurs récurrents et invités
- Jay Leno : Joe
- Bill Engvall (en) : Reverend Paul

## Épisodes

### Épisode 1:Bienvenue!
- États-Unis /  Canada : 28 septembre 2018 sur FOX

### Épisode 2:Le Vrai Bud
- États-Unis /  Canada : 5 octobre 2018 sur FOX

### Épisode 3:Changement de propriétaire
- États-Unis /  Canada : 5 octobre 2018 sur FOX

### Épisode 4:Le maestro des canulars
- États-Unis /  Canada : 19 octobre 2018 sur FOX

### Épisode 5:Vol au dessus d'un nid vide
- États-Unis /  Canada : 2 novembre 2018 sur FOX

### Épisode 6:telle mère telle fille
- États-Unis /  Canada : 9 novembre 2018 sur FOX

### Épisode 7:Changement de carrière
- États-Unis /  Canada : 16 novembre 2016 sur FOX

### Épisode 8:La plainte
- États-Unis /  Canada : 7 décembre 2018 sur FOX

### Épisode 9:Un cadeau pour Ed
- États-Unis /  Canada : 14 décembre 2018 sur FOX

Kaitlyn Dever (Eve)

### Épisode 10:Road trip à trois
- États-Unis /  Canada : 4 janvier 2019 sur FOX

### Épisode 11:Le test d'ADN
- États-Unis /  Canada : 11 janvier 2019 sur FOX

### Épisode 12:Déconnexion
- États-Unis /  Canada : 1er février 2019 sur FOX

### Épisode 13:Noces d'argent
- États-Unis /  Canada : 15 février 2019 sur FOX

### Épisode 14:Le nerf de la guerre
- États-Unis /  Canada : 15 février 2019 sur FOX

### Épisode 15:Un capitaliste en herbe
- États-Unis /  Canada : 22 février 2019 surFOX

### Épisode 16:Leçon de maturité
- États-Unis /  Canada : 1er mars 2019 sur [FOX

### Épisode 17:Cartes sur table
- États-Unis /  Canada : 8 mars 2019 sur FOX

### Épisode 18:Les vieux tourtereaux
- États-Unis /  Canada : 15 mars 2019 sur FOX

### Épisode 19:La Passion selon Paul
- États-Unis /  Canada : 22 mars 2019 sur FOX

### Épisode 20:Elle déchire
- États-Unis /  Canada : 19 avril 2019 sur FOX

### Épisode 21:Le poème
- États-Unis /  Canada : 3 mai 2019 sur FOX

### Épisode 22:Quitter le nid
- États-Unis /  Canada : 10 mai 2019 sur FOX